# 謝薖
謝薖（1074年—1116年），字幼槃，號竹友（居士），撫州臨川（今江西撫州）人。
謝逸的堂弟，二人皆能詩文，時稱“臨川二謝”。屢試不第，後以詩文自誤，終身不仕，列名呂本中《江西詩社宗派圖》。政和六年（1116年）去世。《宋史翼》有傳。著有《竹友集》（又名《謝幼槃文集》）十卷。今上海博物館收藏南宋紹興二十二年（1152）撫州州學刻本《謝幼槃文集》十卷孤本，爲潘祖蔭舊藏，末有楊守敬題跋。

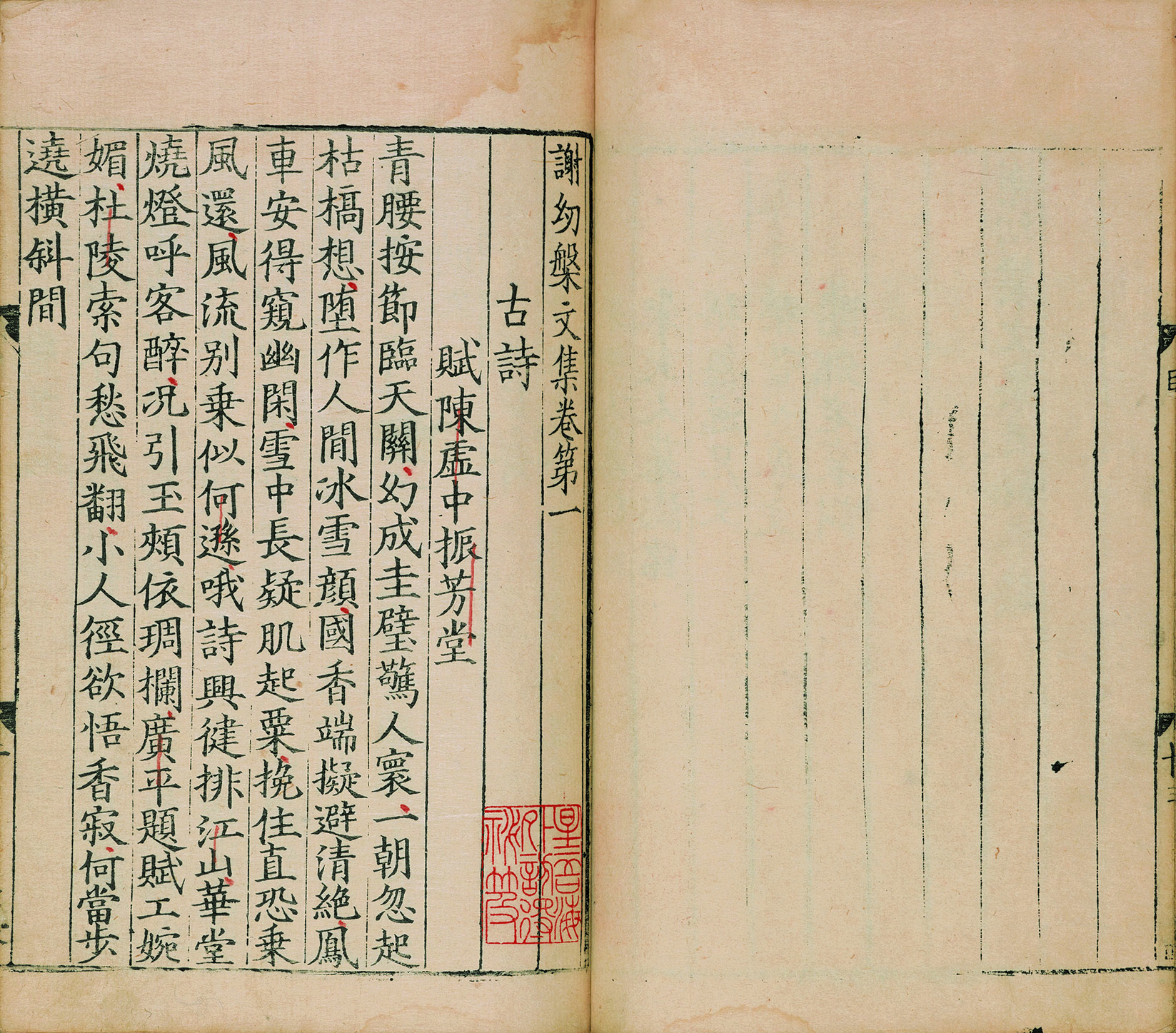
《谢幼槃文集》十卷，藏于上海博物馆